# Première circonscription de la Mayenne
La première circonscription de la Mayenne est l'une des trois circonscriptions législatives françaises que compte le département de la Mayenne.

## La circonscription de 1958 à 1986

### Description géographique
Dans le découpage électoral de 1958, la troisième circonscription de la Mayenne était composée des cantons suivants :
- Canton d'Argentré
- Canton de Bais
- Canton de Chailland
- Canton d'Évron
- Canton de Laval-Est
- Canton de Laval-Ouest
- Canton de Montsûrs
- Canton de Villaines-la-Juhel.

### Historique des députations
| Législature | Début de mandat | Fin de mandat  | Député            | Parti politique | Observations |
| ----------- | --------------- | -------------- | ----------------- | --------------- | --- |
| Ire         | 9 décembre 1958 | 9 février 1959 | Robert Buron      | MRP             | Remplacé à partir du 9 février 1959 par André Davoust (MRP) à la suite de sa nomination au gouvernement. Mandat écourté à la suite d'une dissolution parlementaire décidée par Charles de Gaulle. |
| Ire         | 9 février 1959  | 9 octobre 1962 | André Davoust     | MRP             | Remplacé à partir du 9 février 1959 par André Davoust (MRP) à la suite de sa nomination au gouvernement. Mandat écourté à la suite d'une dissolution parlementaire décidée par Charles de Gaulle. |
| IIe         | 6 décembre 1962 | 2 avril 1967   | André Davoust     | MRP             | |
| IIIe        | 3 avril 1967    | 30 mai 1968    | Pierre Buron      | UNR             | Mandat écourté à la suite d'une dissolution parlementaire décidée par Charles de Gaulle. |
| IVe         | 11 juillet 1968 | 1er avril 1973 | Pierre Buron      | UDR             | |
| Ve          | 2 avril 1973    | 2 avril 1978   | Pierre Buron      | UDR             | |
| VIe         | 3 avril 1978    | 22 mai 1981    | François d'Aubert | UDF             | Mandat écourté à la suite d'une dissolution parlementaire décidée par François Mitterrand. |
| VIIe        | 2 juillet 1981  | 1er avril 1986 | François d'Aubert | UDF             | |
| VIIIe       | 2 avril 1986    | 14 mai 1988    | Aucun             | Aucun           | Proportionnelle par département, pas de député par circonscription. Mandat écourté à la suite d'une dissolution parlementaire décidée par François Mitterrand.                                    |

### Historique des élections

#### Élections de 1958
|                | Robert Buron élu | MRP            | 25 333 | 58,2   |  |  |  |
|                | Jacques L'Hoste  | UFF            | 8 414  | 19,33  |  |  |  |
|                | Maurice Cormier  | SFIO           | 6 174  | 14,18  |  |  |  |
|                | Germaine Stindel | PCF            | 3 608  | 8,29   |  |  |  |
|                |                  |                |        |        |  |  |  |
| Inscrits       | Inscrits         | Inscrits       | 55 502 | 100,00 |  |  |  |
| Abstentions    | Abstentions      | Abstentions    | 9 884  | 17,81  |  |  |  |
| Votants        | Votants          | Votants        | 45 618 | 82,19  |  |  |  |
| Blancs et nuls | Blancs et nuls   | Blancs et nuls | 2 089  | 4,58   |  |  |  |
| Exprimés       | Exprimés         | Exprimés       | 43 529 | 95,42  |  |  |  |

Le suppléant de Robert Buron était André Davoust, chef adjoint du cabinet des Travaux Publics. André Davoust remplaça Robert Buron, nommé membre du gouvernement, du 9 février 1959 au 9 octobre 1962.

#### Élections de 1962
|                | André Davoust sortant réélu | MRP            | 25 636 | 71,11  |  |  |  |
|                | Maurice Cormier             | SFIO           | 6 424  | 17,82  |  |  |  |
|                | Jean Primet                 | PCF            | 3 989  | 11,07  |  |  |  |
|                |                             |                |        |        |  |  |  |
| Inscrits       | Inscrits                    | Inscrits       | 55 069 | 100,00 |  |  |  |
| Abstentions    | Abstentions                 | Abstentions    | 15 985 | 29,03  |  |  |  |
| Votants        | Votants                     | Votants        | 39 084 | 70,97  |  |  |  |
| Blancs et nuls | Blancs et nuls              | Blancs et nuls | 3 035  | 7,77   |  |  |  |
| Exprimés       | Exprimés                    | Exprimés       | 36 049 | 92,23  |  |  |  |

Le suppléant d'André Davoust était Jules Coutard, négociant en machines agricoles, maire de Sainte-Gemmes-le-Robert.

#### Élections de 1967
| Candidat       | Candidat              | Parti          | Premier tour | Premier tour | Second tour | Second tour |  |
| Candidat       | Candidat              | Parti          | Voix         | %            | Voix        | %           |  |
| -------------- | --------------------- | -------------- | ------------ | ------------ | ----------- | ----------- |  |
|                | Pierre Buron élu      | UD-Ve          | 16 884       | 36,36        | 19 630      | 43,87       |  |
|                | André Davoust sortant | CD (PDM)       | 16 310       | 35,13        | 15 154      | 33,87       |  |
|                | François Boyer        | FGDS (CIR)     | 8 193        | 17,65        | 9 960       | 22,26       |  |
|                | Jean Primet           | PCF            | 5 044        | 10,86        |             |             |  |
|                |                       |                |              |              |             |             |  |
| Inscrits       | Inscrits              | Inscrits       | 56 750       | 100,00       | 56 751      | 100,00      |  |
| Abstentions    | Abstentions           | Abstentions    | 8 340        | 14,7         | 10 837      | 19,1        |  |
| Votants        | Votants               | Votants        | 48 410       | 85,3         | 45 914      | 80,9        |  |
| Blancs et nuls | Blancs et nuls        | Blancs et nuls | 1 979        | 4,09         | 1 170       | 2,55        |  |
| Exprimés       | Exprimés              | Exprimés       | 46 431       | 95,91        | 44 744      | 97,45       |  |

Le suppléant de Pierre Buron était Alphonse Gouabau, agriculteur, conseiller municipal de Laval.

#### Élections de 1968
|                | Pierre Buron sortant réélu | UDR (URP)      | 25 598 | 55,92  |  |  |  |
|                | Bernard Le Godais          | CD (PDM)       | 9 238  | 20,18  |  |  |  |
|                | Roger Buard                | FGDS (CIR)     | 6 757  | 14,76  |  |  |  |
|                | Jean Primet                | PCF            | 4 187  | 9,15   |  |  |  |
|                |                            |                |        |        |  |  |  |
| Inscrits       | Inscrits                   | Inscrits       | 56 791 | 100,00 |  |  |  |
| Abstentions    | Abstentions                | Abstentions    | 9 403  | 16,56  |  |  |  |
| Votants        | Votants                    | Votants        | 47 388 | 83,44  |  |  |  |
| Blancs et nuls | Blancs et nuls             | Blancs et nuls | 1 608  | 3,39   |  |  |  |
| Exprimés       | Exprimés                   | Exprimés       | 45 780 | 96,61  |  |  |  |

Le suppléant de Pierre Buron était Alphonse Gouabau.

#### Élections de 1973
| Candidat       | Candidat                   | Parti          | Premier tour | Premier tour | Second tour | Second tour |  |
| Candidat       | Candidat                   | Parti          | Voix         | %            | Voix        | %           |  |
| -------------- | -------------------------- | -------------- | ------------ | ------------ | ----------- | ----------- |  |
|                | Pierre Buron sortant réélu | UDR (URP)      | 21 003       | 40,45        | 27 678      | 53,89       |  |
|                | Robert Buron               | PS (UGSD)      | 19 640       | 37,83        | 23 685      | 46,11       |  |
|                | Bernard Le Godais          | CD (MR)        | 7 687        | 14,8         | Retrait     | Retrait     |  |
|                | Jean Suret-Canale          | PCF            | 3 592        | 6,92         |             |             |  |
|                |                            |                |              |              |             |             |  |
| Inscrits       | Inscrits                   | Inscrits       | 62 933       | 100,00       | 62 933      | 100,00      |  |
| Abstentions    | Abstentions                | Abstentions    | 9 335        | 14,83        | 10 166      | 16,15       |  |
| Votants        | Votants                    | Votants        | 53 598       | 85,17        | 52 767      | 83,85       |  |
| Blancs et nuls | Blancs et nuls             | Blancs et nuls | 1 676        | 3,13         | 1 404       | 2,66        |  |
| Exprimés       | Exprimés                   | Exprimés       | 51 922       | 96,87        | 51 363      | 97,34       |  |

Le suppléant de Pierre Buron était Alphonse Gouabau.

#### Élections de 1978
| Candidat       | Candidat              | Parti          | Premier tour | Premier tour | Second tour | Second tour |  |
| Candidat       | Candidat              | Parti          | Voix         | %            | Voix        | %           |  |
| -------------- | --------------------- | -------------- | ------------ | ------------ | ----------- | ----------- |  |
|                | François d'Aubert élu | UDF (PR)       | 27 450       | 45,02        | 35 522      | 57,29       |  |
|                | André Pinçon          | PS             | 20 357       | 33,39        | 26 483      | 42,71       |  |
|                | Noëlle Dewavrin       | RPR            | 4 785        | 7,85         |             |             |  |
|                | Jacques Poirier       | PCF            | 4 362        | 7,15         |             |             |  |
|                | Anne-Marie Letort     | PSU (FA)       | 1 304        | 2,14         |             |             |  |
|                | Françoise Brunet      | LO             | 1 115        | 1,83         |             |             |  |
|                | Gildas Mellac         | PSD            | 979          | 1,61         |             |             |  |
|                | Jean-Luc Painaut      | LCR            | 314          | 0,51         |             |             |  |
|                | M. Costenoble         | Divers droite  | 309          | 0,51         |             |             |  |
|                |                       |                |              |              |             |             |  |
| Inscrits       | Inscrits              | Inscrits       | 73 318       | 100,00       | 73 318      | 100,00      |  |
| Abstentions    | Abstentions           | Abstentions    | 10 538       | 14,37        | 10 081      | 13,75       |  |
| Votants        | Votants               | Votants        | 62 780       | 85,63        | 63 237      | 86,25       |  |
| Blancs et nuls | Blancs et nuls        | Blancs et nuls | 1 805        | 2,88         | 1 232       | 1,95        |  |
| Exprimés       | Exprimés              | Exprimés       | 60 975       | 97,12        | 62 005      | 98,05       |  |

Le suppléant de François d'Aubert était Henri Houdouin, agriculteur, maire de Bonchamp-lès-Laval.

#### Élections de 1981
|                | François d'Aubert sortant réélu | UDF (PR)       | 28 547 | 51,89  |  |  |  |
|                | André Pinçon                    | PS             | 23 448 | 42,62  |  |  |  |
|                | Jacques Poirier                 | PCF            | 2 258  | 4,10   |  |  |  |
|                | André Letort                    | PSU            | 757    | 1,37   |  |  |  |
|                | Jean-François Pasquin           | MRG            | 2      | 0,00   |  |  |  |
|                | Maryvonne Alexandre             | CCA            | 1      | 0,00   |  |  |  |
|                |                                 |                |        |        |  |  |  |
| Inscrits       | Inscrits                        | Inscrits       | 76 870 | 100,00 |  |  |  |
| Abstentions    | Abstentions                     | Abstentions    | 20 831 | 27,1   |  |  |  |
| Votants        | Votants                         | Votants        | 56 039 | 72,9   |  |  |  |
| Blancs et nuls | Blancs et nuls                  | Blancs et nuls | 1 026  | 1,83   |  |  |  |
| Exprimés       | Exprimés                        | Exprimés       | 55 013 | 98,17  |  |  |  |

Le suppléant de François d'Aubert était Henri Houdouin.

## La circonscription de 1986 à 2010

### Description géographique et démographique
Dans le découpage électoral de la loi no 86-1197 du 24 novembre 1986
, la circonscription regroupe les cantons suivants :
- Canton d'Argentré
- Canton de Bais
- Canton d'Évron
- Canton de Laval-Est
- Canton de Laval-Nord-Ouest
- Canton de Laval-Saint-Nicolas
- Canton de Laval-Sud-Ouest
- Canton de Montsûrs
- Canton de Pré-en-Pail
- Canton de Saint-Berthevin
- Canton de Villaines-la-Juhel.

### Historique des députations
| Législature | Début de mandat | Fin de mandat  | Député             | Parti politique | Observations |
| ----------- | --------------- | -------------- | ------------------ | --------------- | --- |
| IXe         | 23 juin 1988    | 1er avril 1993 | François d'Aubert  | UDF             | |
| Xe          | 2 avril 1993    | 19 juin 1995   | François d'Aubert, | UDF,            | Remplacé à partir du 19 juin 1995 par Henri Houdouin (RPR) à la suite de sa nomination au gouvernement. Mandat écourté à la suite d'une dissolution parlementaire décidée par Jacques Chirac. |
| Xe          | 19 juin 1995    | 21 avril 1997  | Henri Houdouin,    | RPR,            | Remplacé à partir du 19 juin 1995 par Henri Houdouin (RPR) à la suite de sa nomination au gouvernement. Mandat écourté à la suite d'une dissolution parlementaire décidée par Jacques Chirac. |
| XIe         | 12 juin 1997    | 18 juin 2002   | François d'Aubert, | UDF,            | |
| XIIe        | 19 juin 2002    | 1er mai 2004   | François d'Aubert, | UMP,            | Remplacé à partir du 1er mai 2004 par Henri Houdouin (UMP) à la suite de sa nomination au gouvernement.                                                                                       |
| XIIe        | 1er mai 2004    | 19 juin 2007   | Henri Houdouin,    | UMP,            | Remplacé à partir du 1er mai 2004 par Henri Houdouin (UMP) à la suite de sa nomination au gouvernement.                                                                                       |
| XIIIe       | 20 juin 2007    | 19 juin 2012   | Guillaume Garot    | PS              | |

### Historique des élections

#### Élections de 1988
| Candidat       | Candidat                        | Parti          | Premier tour | Premier tour | Second tour | Second tour |  |
| Candidat       | Candidat                        | Parti          | Voix         | %            | Voix        | %           |  |
| -------------- | ------------------------------- | -------------- | ------------ | ------------ | ----------- | ----------- |  |
|                | François d'Aubert sortant réélu | UDF (PR) (URC) | 23 419       | 49,02        | 27 796      | 53,83       |  |
|                | André Pinçon sortant            | PS             | 20 677       | 43,28        | 23 838      | 46,17       |  |
|                | Jean-Marie Mercier              | FN             | 1 891        | 3,96         |             |             |  |
|                | Jacques Poirier                 | PCF            | 1 792        | 3,75         |             |             |  |
|                |                                 |                |              |              |             |             |  |
| Inscrits       | Inscrits                        | Inscrits       | 70 388       | 100,00       | 70 388      | 100,00      |  |
| Abstentions    | Abstentions                     | Abstentions    | 21 320       | 30,29        | 17 670      | 25,1        |  |
| Votants        | Votants                         | Votants        | 49 068       | 69,71        | 52 718      | 74,9        |  |
| Blancs et nuls | Blancs et nuls                  | Blancs et nuls | 1 289        | 2,63         | 1 084       | 2,06        |  |
| Exprimés       | Exprimés                        | Exprimés       | 47 779       | 97,37        | 51 634      | 97,94       |  |

Le suppléant de François d'Aubert était Henri Houdouin.

#### Élections de 1993
|                | François d'Aubert sortant réélu | UDF (PR)       | 27 838 | 56,24  |  |  |  |
|                | Michel Sorin                    | PS (ADFP)      | 9 248  | 16,66  |  |  |  |
|                | Olivier Illand                  | Les Verts (EÉ) | 4 420  | 8,93   |  |  |  |
|                | Jacques Dansan                  | FN             | 2 717  | 7,51   |  |  |  |
|                | Jacques Poirier                 | PCF            | 1 969  | 3,98   |  |  |  |
|                | Monique Morin                   | LT-LNÉ         | 1 890  | 3,82   |  |  |  |
|                | André Warnet                    | PT             | 1 415  | 2,86   |  |  |  |
|                |                                 |                |        |        |  |  |  |
| Inscrits       | Inscrits                        | Inscrits       | 73 913 | 100,00 |  |  |  |
| Abstentions    | Abstentions                     | Abstentions    | 20 800 | 28,14  |  |  |  |
| Votants        | Votants                         | Votants        | 53 113 | 71,86  |  |  |  |
| Blancs et nuls | Blancs et nuls                  | Blancs et nuls | 3 616  | 6,81   |  |  |  |
| Exprimés       | Exprimés                        | Exprimés       | 49 497 | 93,19  |  |  |  |

Le suppléant de François d'Aubert était Henri Houdouin. Henri Houdouin remplaça François d'Aubert, nommé membre du gouvernement, du 19 juin 1995 au 21 avril 1997.

#### Élections de 1997
| Candidat       | Candidat                        | Parti          | Premier tour | Premier tour | Second tour | Second tour |  |
| Candidat       | Candidat                        | Parti          | Voix         | %            | Voix        | %           |  |
| -------------- | ------------------------------- | -------------- | ------------ | ------------ | ----------- | ----------- |  |
|                | François d'Aubert sortant réélu | UDF (PR)       | 20 367       | 41,91        | 26 939      | 53,64       |  |
|                | Michel Sorin                    | PS             | 13 813       | 28,43        | 23 285      | 46,36       |  |
|                | Jacques Dansan                  | FN             | 4 049        | 8,33         |             |             |  |
|                | Michel Pailleux                 | GÉ             | 3 121        | 6,42         |             |             |  |
|                | Jacques Poirier                 | PCF            | 2 349        | 4,83         |             |             |  |
|                | Rémy Simon                      | SÉGA           | 1 854        | 3,82         |             |             |  |
|                | Jocelyne Lavenant               | LDI (MPF)      | 1 806        | 3,72         |             |             |  |
|                | André Warnet                    | PT             | 1 233        | 2,54         |             |             |  |
|                |                                 |                |              |              |             |             |  |
| Inscrits       | Inscrits                        | Inscrits       | 75 721       | 100,00       | 75 704      | 100,00      |  |
| Abstentions    | Abstentions                     | Abstentions    | 23 468       | 30,99        | 22 301      | 29,46       |  |
| Votants        | Votants                         | Votants        | 52 253       | 69,01        | 53 403      | 70,54       |  |
| Blancs et nuls | Blancs et nuls                  | Blancs et nuls | 3 661        | 7,01         | 3 179       | 5,95        |  |
| Exprimés       | Exprimés                        | Exprimés       | 48 592       | 92,99        | 50 224      | 94,05       |  |

Le suppléant de François d'Aubert était Henri Houdouin.

#### Élections de 2002
|                | François d'Aubert sortant réélu | UMP              | 26 474 | 52,51  |  |  |  |
|                | Guillaume Garot                 | PS               | 15 463 | 30,67  |  |  |  |
|                | Paul Le Morvan                  | FN               | 2 793  | 5,54   |  |  |  |
|                | Françoise Marchand              | Les Verts        | 1 889  | 3,75   |  |  |  |
|                | Michel Sorin                    | Pôle républicain | 1 425  | 2,83   |  |  |  |
|                | Pascal Trochet                  | LCR              | 808    | 1,6    |  |  |  |
|                | Mauricette Lottin               | PCF              | 519    | 1,03   |  |  |  |
|                | Bernard Fauverte                | LO               | 427    | 0,85   |  |  |  |
|                | Jacques Dansan                  | MNR              | 360    | 0,71   |  |  |  |
|                | André Warnet                    | PT               | 260    | 0,52   |  |  |  |
|                |                                 |                  |        |        |  |  |  |
| Inscrits       | Inscrits                        | Inscrits         | 79 033 | 100,00 |  |  |  |
| Abstentions    | Abstentions                     | Abstentions      | 27 331 | 34,58  |  |  |  |
| Votants        | Votants                         | Votants          | 51 702 | 65,42  |  |  |  |
| Blancs et nuls | Blancs et nuls                  | Blancs et nuls   | 1 284  | 2,48   |  |  |  |
| Exprimés       | Exprimés                        | Exprimés         | 50 418 | 97,52  |  |  |  |

Le suppléant de François d'Aubert était Henri Houdouin. Henri Houdouin remplaça François d'Aubert, nommé membre du gouvernement, du 1er mai 2004 au 19 juin 2007.

#### Élections de 2007
| Candidat       | Candidat                  | Parti          | Premier tour | Premier tour | Second tour | Second tour |  |
| Candidat       | Candidat                  | Parti          | Voix         | %            | Voix        | %           |  |
| -------------- | ------------------------- | -------------- | ------------ | ------------ | ----------- | ----------- |  |
|                | François d'Aubert sortant | UMP            | 23 080       | 45,31        | 24 634      | 49,37       |  |
|                | Guillaume Garot élu       | PS             | 17 649       | 34,65        | 25 258      | 50,63       |  |
|                | Benoît Pernin             | UDF–MoDem      | 4 250        | 8,34         |             |             |  |
|                | Françoise Marchand        | Les Verts      | 1 552        | 3,05         |             |             |  |
|                | Paul Le Morvan            | FN             | 1 016        | 1,99         |             |             |  |
|                | Yohann Thiaux             | LCR            | 789          | 1,55         |             |             |  |
|                | Jacques Poirier           | PCF            | 616          | 1,21         |             |             |  |
|                | Michel Sorin              | MRC            | 499          | 0,98         |             |             |  |
|                | Isabelle Cordeau          | MPF            | 435          | 0,85         |             |             |  |
|                | Geneviève Bougard         | LO             | 346          | 0,68         |             |             |  |
|                | Bernadette Bresard        | Divers         | 300          | 0,59         |             |             |  |
|                | Serge Faguet              | PT             | 247          | 0,48         |             |             |  |
|                | Michèle Aubujeau          | MNR            | 157          | 0,31         |             |             |  |
|                | Bernard Langlade          | Divers gauche  | 2            | 0,00         |             |             |  |
|                |                           |                |              |              |             |             |  |
| Inscrits       | Inscrits                  | Inscrits       | 81 703       | 100,00       | 81 702      | 100,00      |  |
| Abstentions    | Abstentions               | Abstentions    | 29 643       | 36,28        | 30 710      | 37,59       |  |
| Votants        | Votants                   | Votants        | 52 060       | 63,72        | 50 992      | 62,41       |  |
| Blancs et nuls | Blancs et nuls            | Blancs et nuls | 1 122        | 2,16         | 1 100       | 2,16        |  |
| Exprimés       | Exprimés                  | Exprimés       | 50 938       | 97,84        | 49 892      | 97,84       |  |

## La circonscription depuis 2010

### Description géographique
À la suite du redécoupage des circonscriptions législatives françaises de 2010, induit par l'ordonnance no 2009-935 du 29 juillet 2009, ratifiée par le Parlement français le 21 janvier 2010, la première circonscription de la Mayenne regroupe les divisions administratives suivantes :
- Canton d'Argentré
- Canton de Bais
- Canton d'Évron
- Canton de Laval-Est
- Canton de Laval-Nord-Est
- Canton de Laval-Saint-Nicolas
- Canton de Laval-Sud-Ouest
- Canton de Montsûrs
- Canton de Pré-en-Pail
- Canton de Villaines-la-Juhel.

D'après le recensement de la population en 2012, réalisé par l'Insee, la population totale de cette circonscription est estimée à 102 739 habitants.

### Historique des députations
| Législature | Début de mandat | Fin de mandat   | Député          | Parti politique | Observations                                                                                             |
| ----------- | --------------- | --------------- | --------------- | --------------- | --- |
| XIVe        | 20 juin 2012    | 22 juillet 2012 | Guillaume Garot | PS              | Remplacé à partir du 22 juillet 2012 par Sylvie Pichot (PS) à la suite de sa nomination au gouvernement. |
| XIVe        | 22 juillet 2012 | 20 juin 2017    | Sylvie Pichot   | PS              | Remplacé à partir du 22 juillet 2012 par Sylvie Pichot (PS) à la suite de sa nomination au gouvernement. |
| XVe         | 21 juin 2017    | 21 juin 2022    | Guillaume Garot | PS              | |
| XVIe        | 22 juin 2022    | 9 juin 2024     | Guillaume Garot | PS              | Mandat écourté à la suite d'une dissolution parlementaire décidée par Emmanuel Macron.                   |
| XVIIe       | 8 juillet 2024  | En cours        | Guillaume Garot | PS              | |

### Historique des élections

#### Élections de 2012
| Candidat       | Candidat                      | Parti                    | Premier tour | Premier tour | Second tour | Second tour |  |
| Candidat       | Candidat                      | Parti                    | Voix         | %            | Voix        | %           |  |
| -------------- | ----------------------------- | ------------------------ | ------------ | ------------ | ----------- | ----------- |  |
|                | Guillaume Garot sortant réélu | PS (EÉLV)                | 20 109       | 47,15        | 23 552      | 58,47       |  |
|                | Samia Soultani-Vigneron       | UMP                      | 9 402        | 22,05        | 16 729      | 41,53       |  |
|                | Yves Cortès                   | diss. UMP (DLR)          | 3 660        | 8,58         |             |             |  |
|                | Marie-Alix Le Comte           | RBM (FN)                 | 3 641        | 8,54         |             |             |  |
|                | Isabelle Dutertre             | AC                       | 2 601        | 6,10         |             |             |  |
|                | Aurélien Guillot              | FG (PCF) (Divers gauche) | 1 338        | 3,14         |             |             |  |
|                | Isabelle Kozlowski            | MÉI                      | 699          | 1,64         |             |             |  |
|                | Bernadette Bresard            | AÉI                      | 370          | 0,87         |             |             |  |
|                | Christine de Saint Genois     | NC (AL)                  | 237          | 0,56         |             |             |  |
|                | Émile Seigneur                | POI                      | 214          | 0,50         |             |             |  |
|                | Sophie Delord                 | NPA                      | 194          | 0,45         |             |             |  |
|                | Bernard Fauverte              | LO                       | 184          | 0,43         |             |             |  |
|                |                               |                          |              |              |             |             |  |
| Inscrits       | Inscrits                      | Inscrits                 | 72 668       | 100,00       | 72 662      | 100,00      |  |
| Abstentions    | Abstentions                   | Abstentions              | 29 045       | 39,97        | 31 041      | 42,72       |  |
| Votants        | Votants                       | Votants                  | 43 623       | 60,03        | 41 621      | 57,28       |  |
| Blancs et nuls | Blancs et nuls                | Blancs et nuls           | 974          | 2,23         | 1 340       | 3,22        |  |
| Exprimés       | Exprimés                      | Exprimés                 | 42 649       | 97,77        | 40 281      | 96,78       |  |

#### Élections de 2017
Les élections législatives françaises de 2017 ont lieu les dimanches 11 et 18 juin 2017.
|                                                                            |                                                                                 |                           |                           |                          |                          |
|                                                                            |                                                                                 | Premier tour 11 juin 2017 | Premier tour 11 juin 2017 | Second tour 18 juin 2017 | Second tour 18 juin 2017 |
|                                                                            |                                                                                 |                           |                           |                          |                          |
|                                                                            |                                                                                 | Nombre                    | % des inscrits            | Nombre                   | % des inscrits           |
| Inscrits                                                                   | Inscrits                                                                        | 72 721                    | 100,00                    | 72 721                   | 100,00                   |
| Abstentions                                                                | Abstentions                                                                     | 33 616                    | 46,23                     | 38 952                   | 53,56                    |
| Votants                                                                    | Votants                                                                         | 39 105                    | 53,77                     | 33 769                   | 46,44                    |
|                                                                            |                                                                                 |                           | % des votants             |                          | % des votants            |
| Bulletins blancs                                                           | Bulletins blancs                                                                | 557                       | 1,42                      | 1 998                    | 5,92                     |
| Bulletins nuls                                                             | Bulletins nuls                                                                  | 279                       | 0,71                      | 993                      | 2,94                     |
| Suffrages exprimés                                                         | Suffrages exprimés                                                              | 38 269                    | 97,86                     | 30 778                   | 91,14                    |
|                                                                            |                                                                                 |                           |                           |                          |                          |
| Candidat Étiquette politique (partis et alliances)                         | Candidat Étiquette politique (partis et alliances)                              | Voix                      | % des exprimés            | Voix                     | % des exprimés           |
|                                                                            |                                                                                 |                           |                           |                          |                          |
|                                                                            | Guillaume Garot (député sortant) Parti socialiste (Parti radical de gauche)     | 11 860                    | 30,99                     | 18 847                   | 61,24                    |
|                                                                            | Béatrice Mottier La République en marche                                        | 10 158                    | 26,54                     | 11 931                   | 38,76                    |
|                                                                            | Samia Soultani-Vigneron Les Républicains (Union des démocrates et indépendants) | 7 092                     | 18,53                     |                          |                          |
|                                                                            | Bruno de La Morinière Front national                                            | 3 100                     | 8,10                      |                          |                          |
|                                                                            | Nicolas Chomel La France insoumise                                              | 2 685                     | 7,02                      |                          |                          |
|                                                                            | Philippe Habault Divers droite                                                  | 1 139                     | 2,98                      |                          |                          |
|                                                                            | Maël Rannou Europe Écologie Les Verts (Nouvelle Donne)                          | 1 109                     | 2,90                      |                          |                          |
|                                                                            | Isabelle Mahé-Genero Debout la France                                           | 476                       | 1,24                      |                          |                          |
|                                                                            | Aurélien Guillot Parti communiste français                                      | 355                       | 0,93                      |                          |                          |
|                                                                            | Martine Amelin Lutte ouvrière                                                   | 159                       | 0,42                      |                          |                          |
|                                                                            | Luccio Stiz Divers (Union populaire républicaine)                               | 136                       | 0,36                      |                          |                          |
| Source : Ministère de l'Intérieur - Première circonscription de la Mayenne |                                                                                 |                           |                           |                          |                          |

#### Élections de 2022
| Candidat                 | Candidat                          | Parti et coalition       | Nuance                   | Premier tour | Premier tour | Second tour | Second tour |
| Candidat                 | Candidat                          | Parti et coalition       | Nuance                   | Voix         | %            | Voix        | %           |
| ------------------------ | --------------------------------- | ------------------------ | ------------------------ | ------------ | ------------ | ----------- | ----------- |
|                          | Guillaume Garot (député sortant), | PS (NUPES)               | NUP                      | 17 684       | 49,62        | 20 178      | 63,22       |
|                          | Béatrice Mottier                  | LREM (ENS)               | ENS                      | 8 415        | 23,61        | 11 739      | 36,78       |
|                          | Sandra Rocton                     | RN                       | RN                       | 4 744        | 13,31        |             |             |
|                          | Alexandre Maillard                | LR (UDC)                 | LR                       | 2 317        | 6,50         |             |             |
|                          | Hugues Schlienger                 | REC                      | REC                      | 1 430        | 4,01         |             |             |
|                          | Fabrice Romier                    | LO                       | DXG                      | 560          | 1,57         |             |             |
|                          | Cédric Sicot                      | LP (UPF)                 | DSV                      | 491          | 1,38         |             |             |
|                          | Siegfried Rives                   | AUP (LRDP)               | DSV                      | 0            | 0,00         |             |             |
|                          |                                   |                          |                          |              |              |             |             |
| Votes valides            | Votes valides                     | Votes valides            | Votes valides            | 35 641       | 97,70        | 31 917      | 93,91       |
| Votes blancs             | Votes blancs                      | Votes blancs             | Votes blancs             | 583          | 1,60         | 1 359       | 4,00        |
| Votes nuls               | Votes nuls                        | Votes nuls               | Votes nuls               | 257          | 0,70         | 710         | 2,09        |
| Total                    | Total                             | Total                    | Total                    | 36 481       | 100          | 33 986      | 100         |
| Abstention               | Abstention                        | Abstention               | Abstention               | 37 242       | 50,52        | 39 704      | 53,88       |
| Inscrits / participation | Inscrits / participation          | Inscrits / participation | Inscrits / participation | 73 723       | 49,48        | 73 690      | 46,12       |

#### Élections de 2024
Paule Veyre de Soras, la candidate du Rassemblement national, interrogée sur le racisme, répond « Dans le Rassemblement National, nous avons des juifs, des musulmans, des Espagnols […] J'ai comme ophtalmo un juif. Et j'ai comme dentiste un musulman ».
| Candidat                 | Candidat                         | Parti et coalition       | Nuance                   | Premier tour | Premier tour | Second tour | Second tour |
| Candidat                 | Candidat                         | Parti et coalition       | Nuance                   | Voix         | %            | Voix        | %           |
| ------------------------ | -------------------------------- | ------------------------ | ------------------------ | ------------ | ------------ | ----------- | ----------- |
|                          | Guillaume Garot (député sortant) | PS (NFP)                 | UG                       | 22 483       | 45,39        | 31 428      | 67,56       |
|                          | Paule Veyre de Soras             | RN                       | RN                       | 14 161       | 28,59        | 15 089      | 32,44       |
|                          | Vincent Saulnier                 | UDI (ENS)                | UDI                      | 9 957        | 20,10        | Retrait     | Retrait     |
|                          | Stéphanie Hibon-Arthuis          | NÉ (UDC)                 | DVD                      | 2 467        | 4,98         |             |             |
|                          | Fabrice Romier                   | LO                       | EXG                      | 465          | 0,94         |             |             |
|                          |                                  |                          |                          |              |              |             |             |
| Votes valides            | Votes valides                    | Votes valides            | Votes valides            | 49 533       | 97,54        | 46 517      | 92,72       |
| Votes blancs             | Votes blancs                     | Votes blancs             | Votes blancs             | 859          | 1,69         | 2 788       | 5,56        |
| Votes nuls               | Votes nuls                       | Votes nuls               | Votes nuls               | 391          | 0,77         | 864         | 1,72        |
| Total                    | Total                            | Total                    | Total                    | 50 783       | 100          | 50 169      | 100         |
| Abstention               | Abstention                       | Abstention               | Abstention               | 23 384       | 31,53        | 24 019      | 32,38       |
| Inscrits / participation | Inscrits / participation         | Inscrits / participation | Inscrits / participation | 74 167       | 68,47        | 74 188      | 67,62       |

#### Département de la Mayenne
- La fiche de l'INSEE de cette circonscription : « Tableaux et Analyses de la première circonscription de la Mayenne », sur insee.fr, site de l'Institut national de la statistique et des études économiques (consulté le 10 juin 2007) [PDF]

- « Tous les députés du département de la Mayenne depuis 1789 » [archive du 28 septembre 2007], sur assemblee-nationale.fr, site de l'Assemblée nationale française (consulté le 10 juin 2007)

- « Informations contentieuses sur le département de la Mayenne (Élections législatives de 2002) »(Archive.org • Wikiwix • Archive.is • Google • Que faire ?), sur conseil-constitutionnel.fr, site du Conseil constitutionnel (consulté le 13 juin 2007)

#### Circonscriptions en France
- « Carte des circonscriptions législatives en France », sur assemblee-nationale.fr, site de l'Assemblée nationale française (consulté le 10 juin 2007)

- « Résultats électoraux officiels en France »(Archive.org • Wikiwix • Archive.is • Google • Que faire ?), sur interieur.gouv.fr, site du ministère de l'Intérieur (France) (consulté le 13 juin 2007)

- Description et Atlas des circonscriptions électorales de France sur http://www.atlaspol.com, Atlaspol, site de cartographie géopolitique, consulté le 13 juin 2007.